# Der Eigene

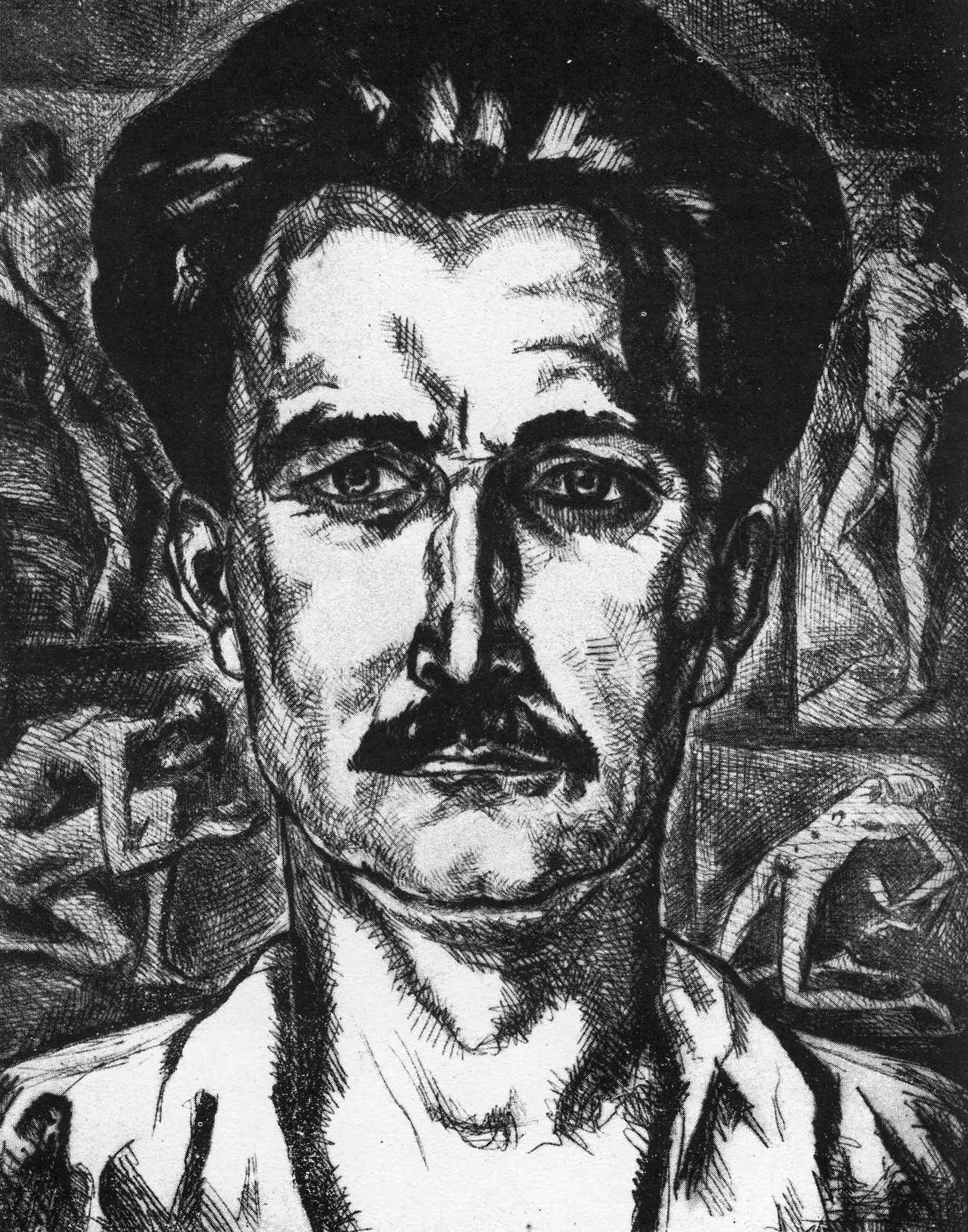
Adolf Brand într-o gravură din 1924

Der Eigene (Unicul) a fost una dintre primele reviste gay din lume, publicată între 1896 și 1932 de Adolf Brand în Berlin. Brand a contribuit cu multe poezii și articole; Alți contribuitori au inclus scriitorii John Henry Mackay, Theodor Lessing, Klaus Mann și Thomas Mann. Este posibil ca revista să fi avut o medie de aproximativ 1500 de abonați pe număr în timpul difuzării sale, dar cifrele exacte sunt incerte.

## Istoria jurnalului
Titlul revistei, Der Eigene, se referă la lucrarea anarhistă clasică Der Einzige und sein Eigentum (Egoul si ceea ce este al său) scrisă de Max Stirner în 1844. Primele articole publicate reflectau filozofia lui Stirner, precum și alte puncte de vedere asupra politicii anarhismului . În anii 1920, jurnalul s-a schimbat pentru a sprijini democrația liberală a Republicii Weimar și mai precis Partidul Social Democrat. Der Eigene a împletit material cultural, artistic și politic, inclusiv poezie lirică, proză, manifest politic și fotografie de nud.
Editorul Der Eigene a trebuit să lupte împotriva cenzurii guvernamentale. De exemplu, în 1903 o poezie publicată „Die Freundschaft” (Prietenie) a provocat un proces împotriva revistei. Revista a câștigat pentru că poezia a fost scrisă de Friedrich Schiller.
În 1933, când Adolf Hitler a ajuns la putere, casa lui Adolf Brand a fost percheziționată și toate materialele necesare producerii revistei au fost confiscate și date lui Ernst Röhm.
Într-un efort major în 2020, Universitatea Humboldt din Berlin a pus la dispoziție setul complet al revistei pe site-ul său, cu cenzură sub formă de pixelare aplicată mai multor pagini care conțin fotografii și picturi artistice.

## Galerie

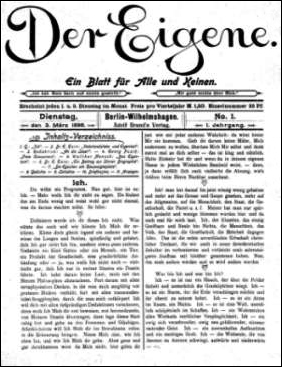
Der Eigene, vol. 1 (1896), nr. 1 - zece numere în acest format - un jurnal anarhist fără conținut gay în acest volum
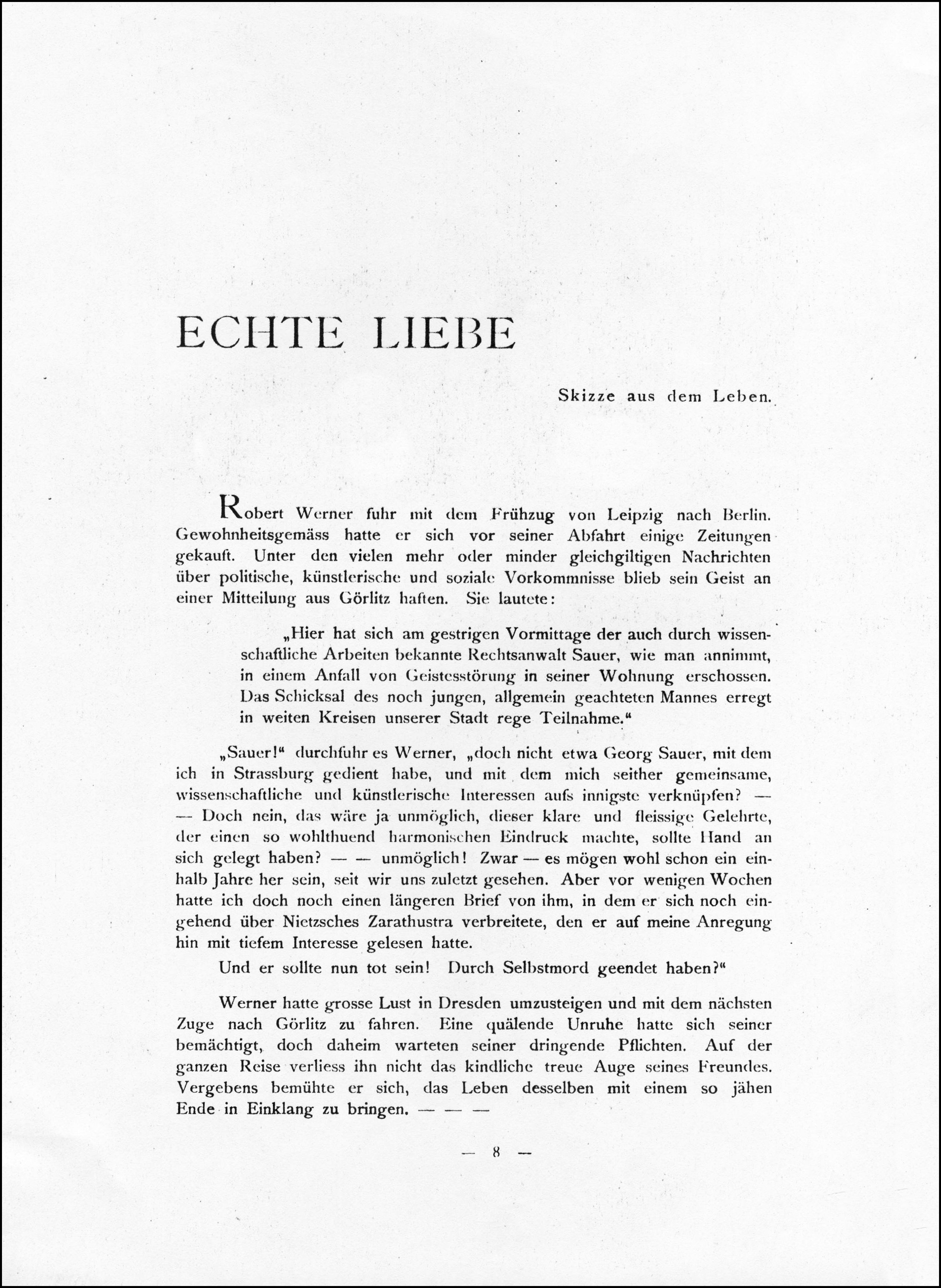
Der Eigene, vol. 2 (1898), nr. 1 - două numere în acest format - aici, pagina de deschidere a unei povestiri gay, primul text gay al revistei
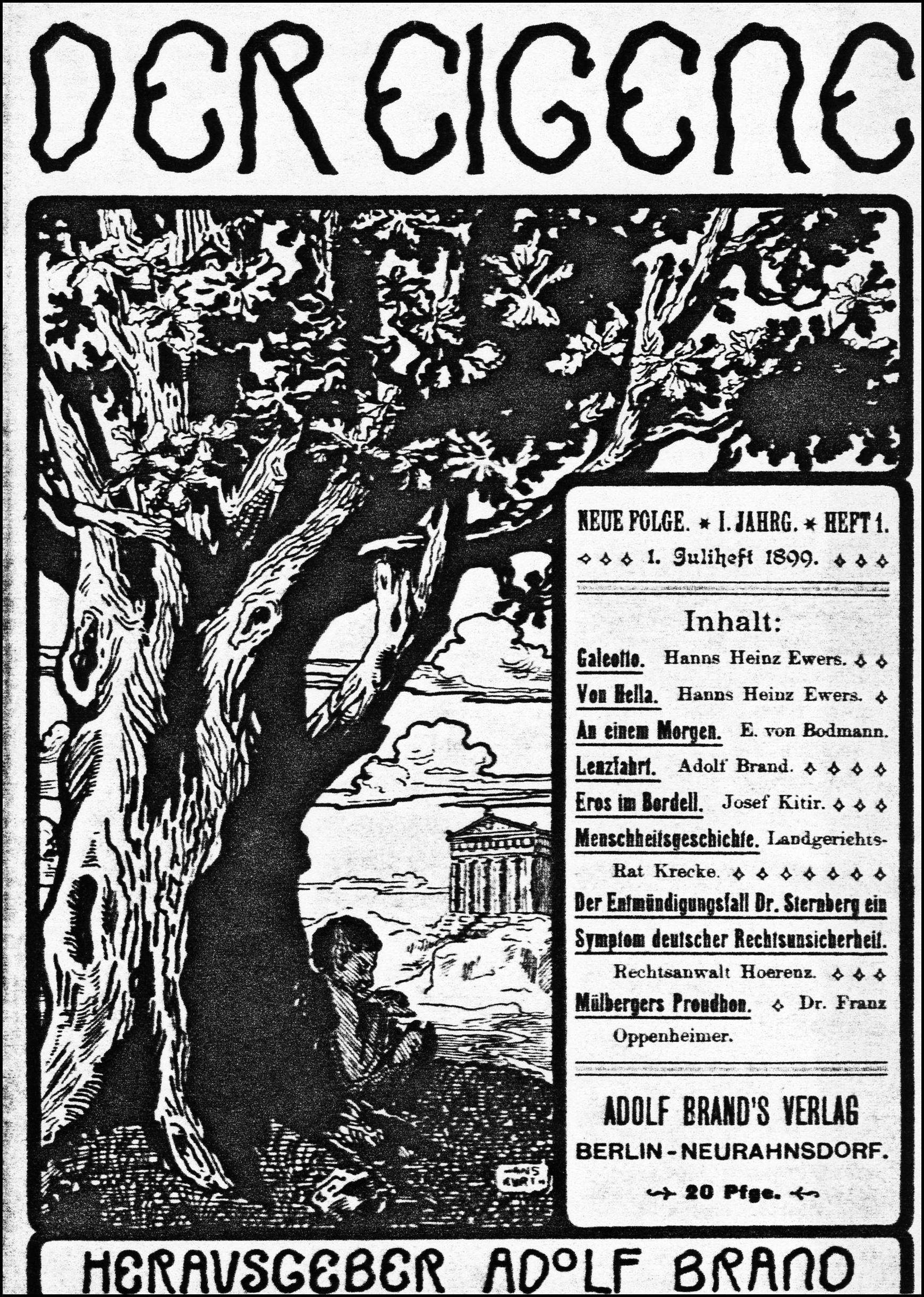
Der Eigene, „Seria nouă” vol. 1 (= vol. 3, primul volum în întregime gay) (1898), nr. 1 - zece numere în acest format
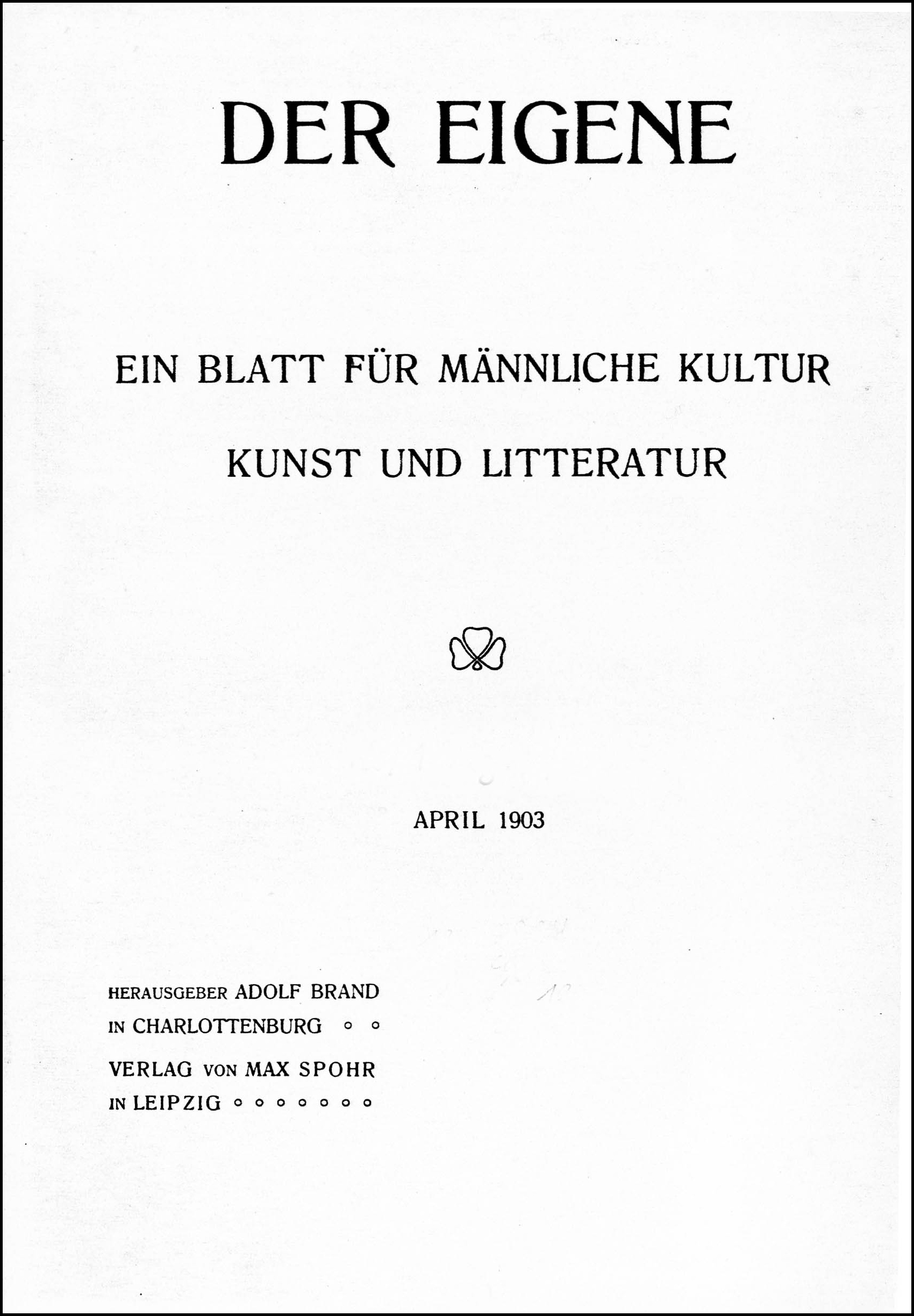
Der Eigene, voi. 4 (sau „Seria nouă” vol. 2) (1903), nr. 1 - șase numere în acest format
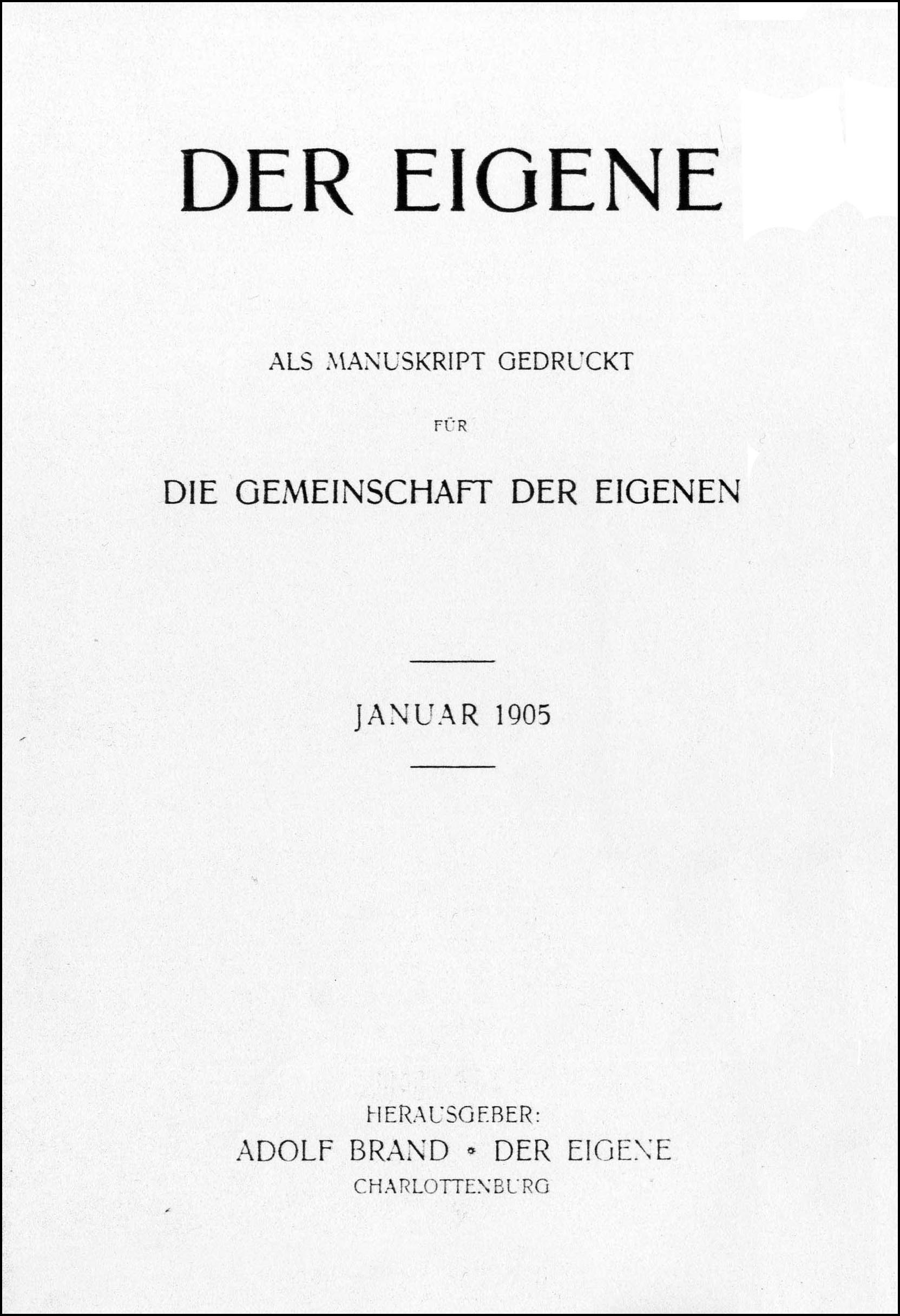
Der Eigene, voi. 5 (sau „New Series” vol. 3) (1905), nr. 1 - șase numere în acest format
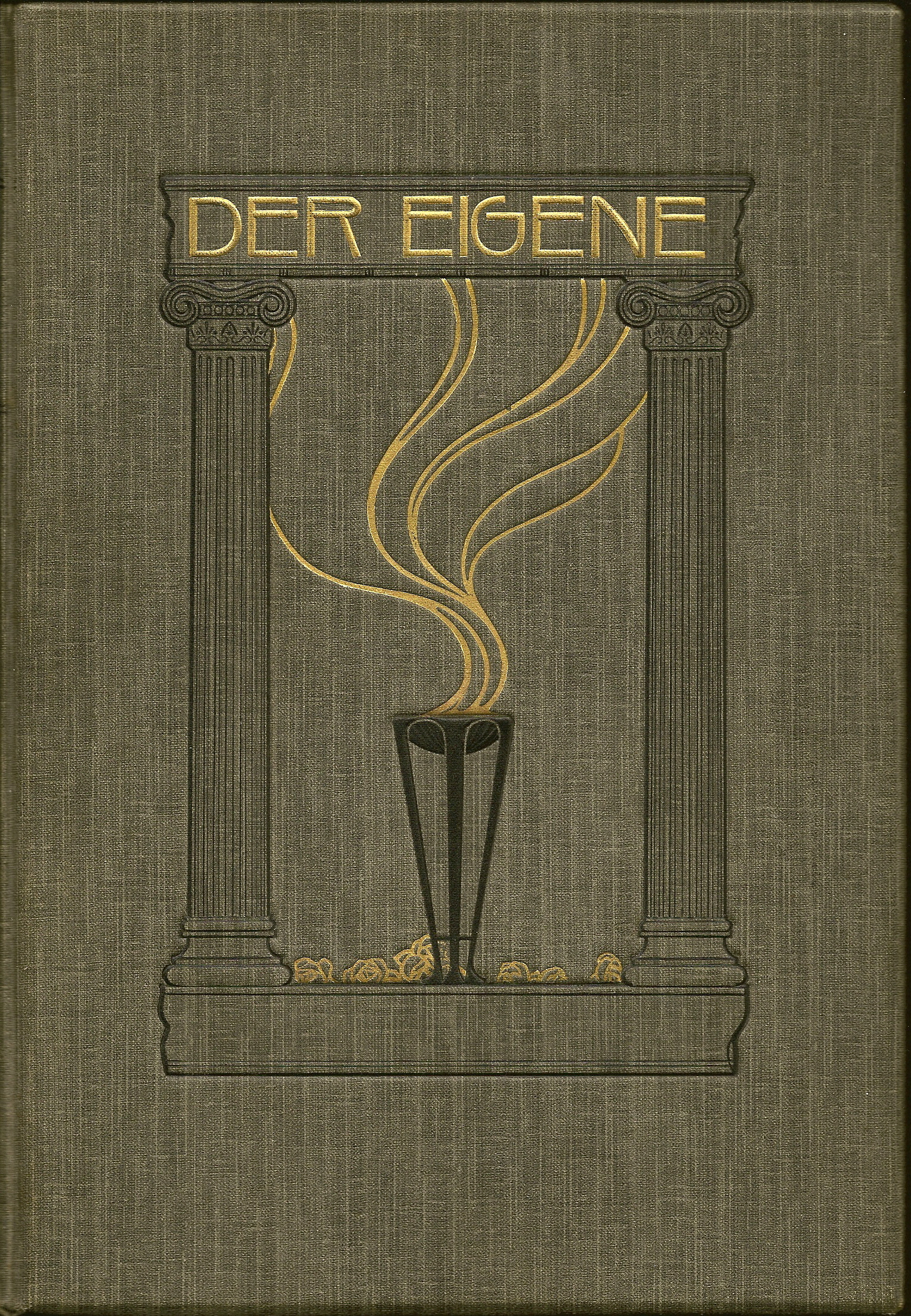
Der Eigene, voi. 6 (1906) - singurul volum cartonat, anual
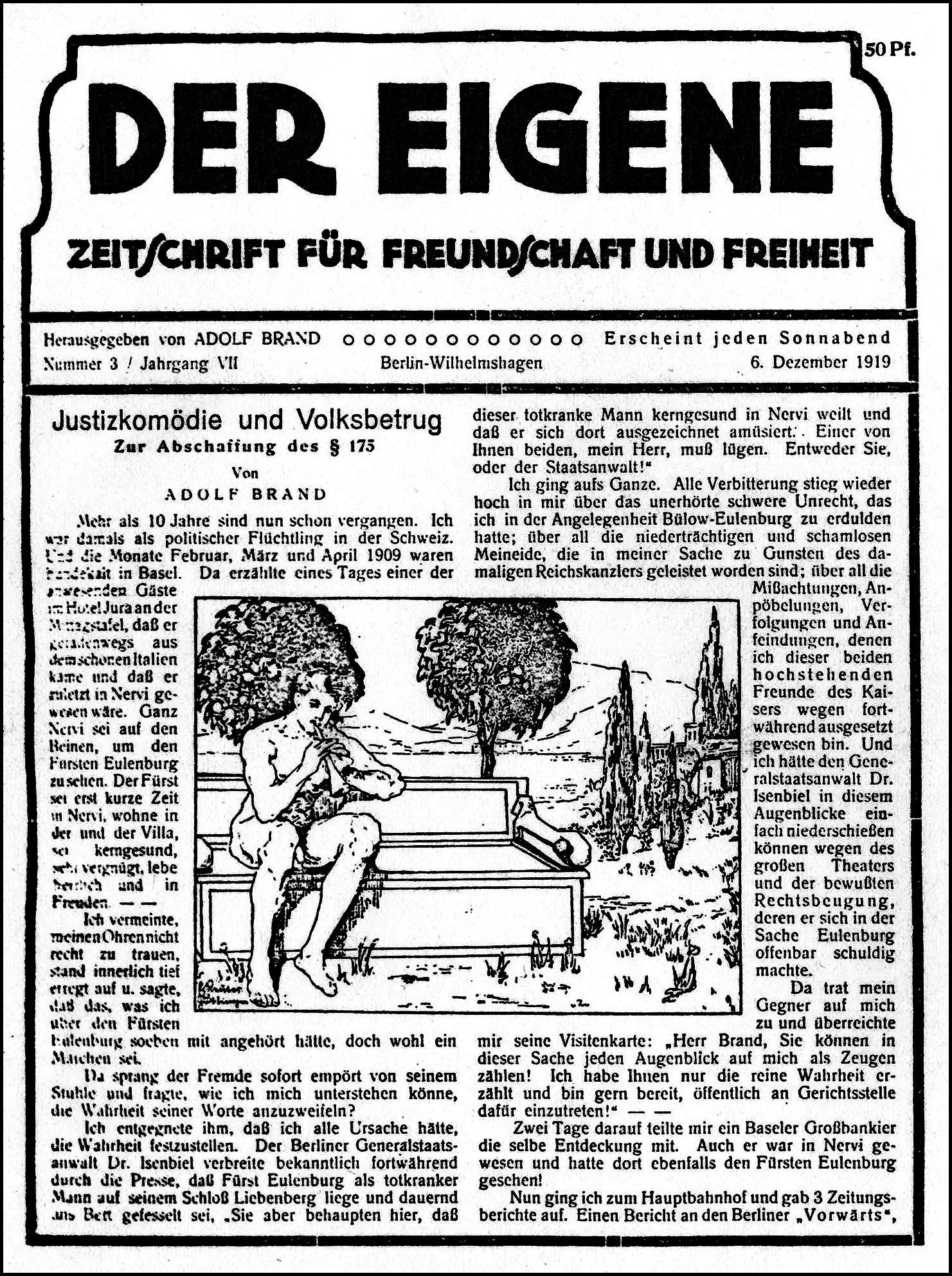
Der Eigene, voi. 7 (1919–20), nr. 3 - unsprezece numere în acest format
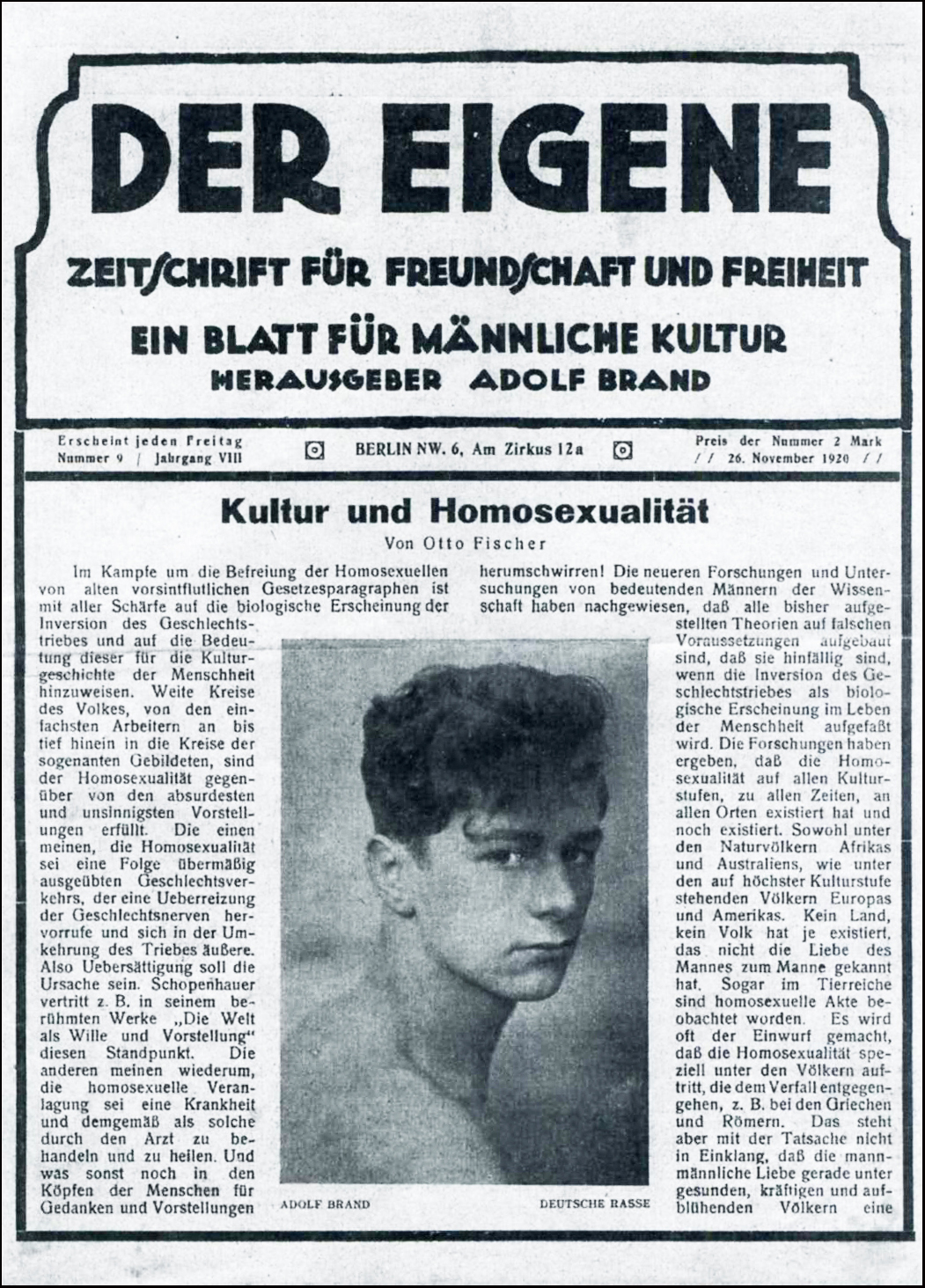
Der Eigene, voi. 8 (1920), nr. 9 - paisprezece numere în acest format
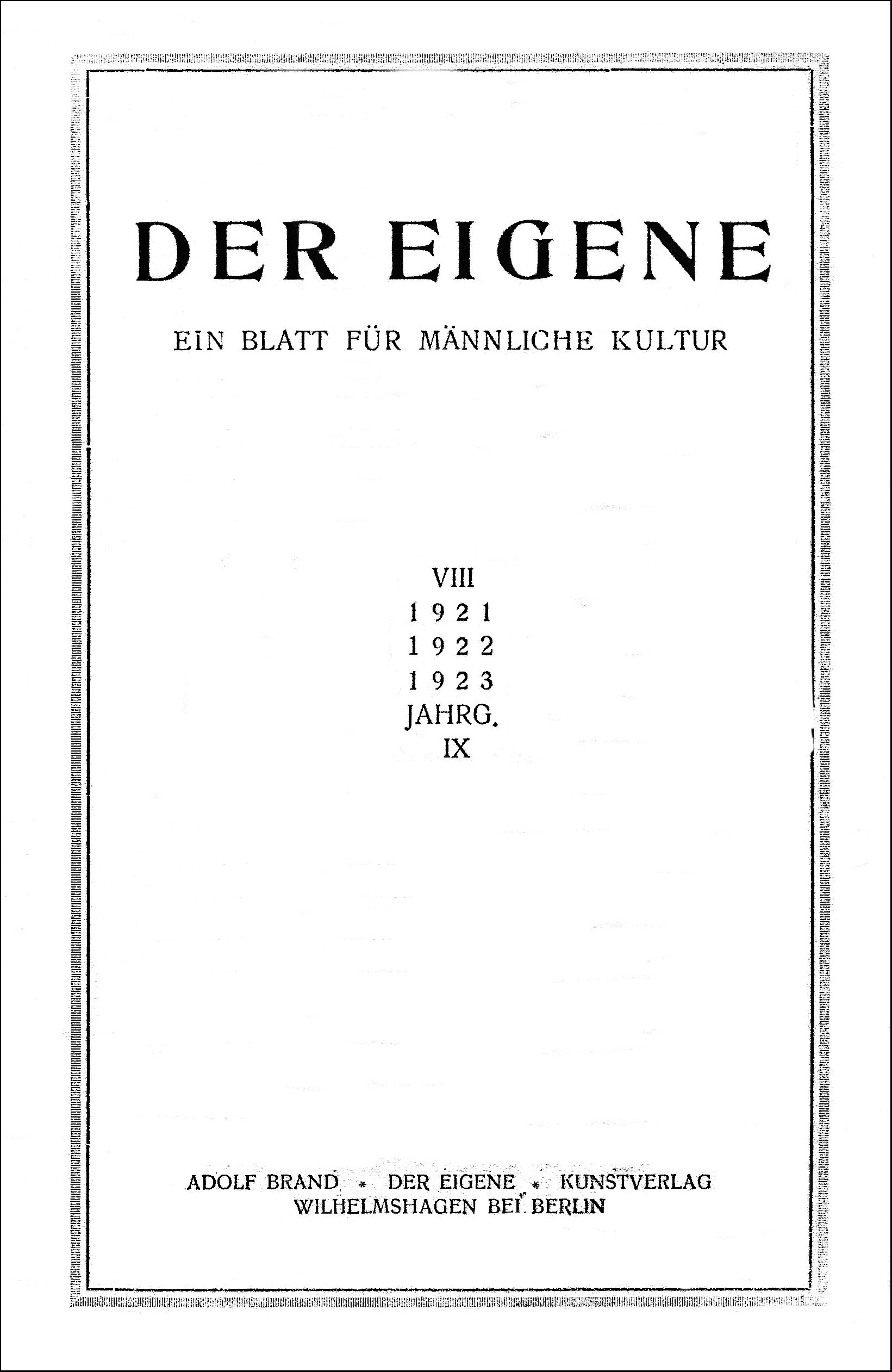
Der Eigene, voi. 9 (23-22-1921), nr. 3 - șapte numere în acest format
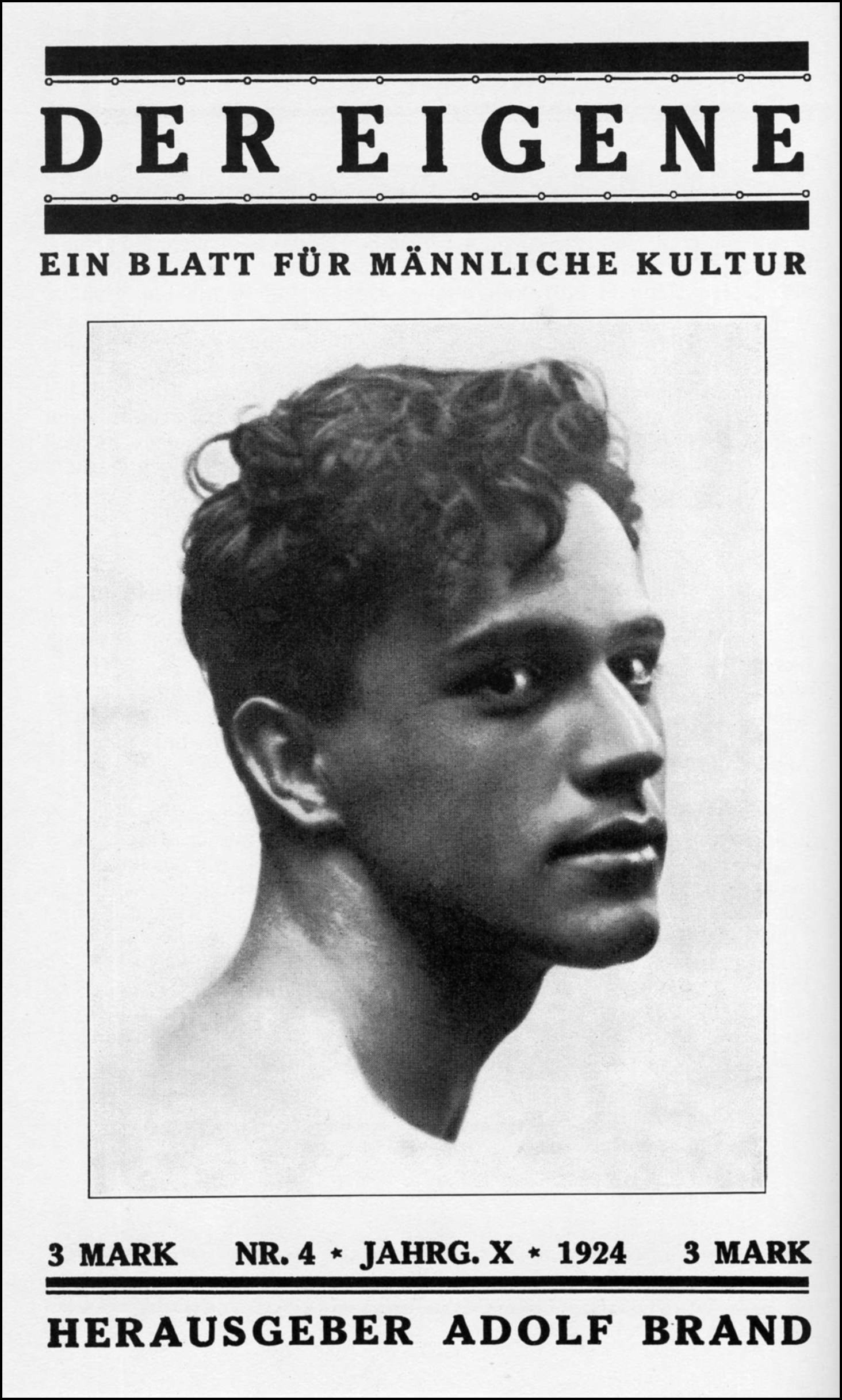
Der Eigene, voi. 10 (1924-25), nr. 4 - douăsprezece numere în acest format
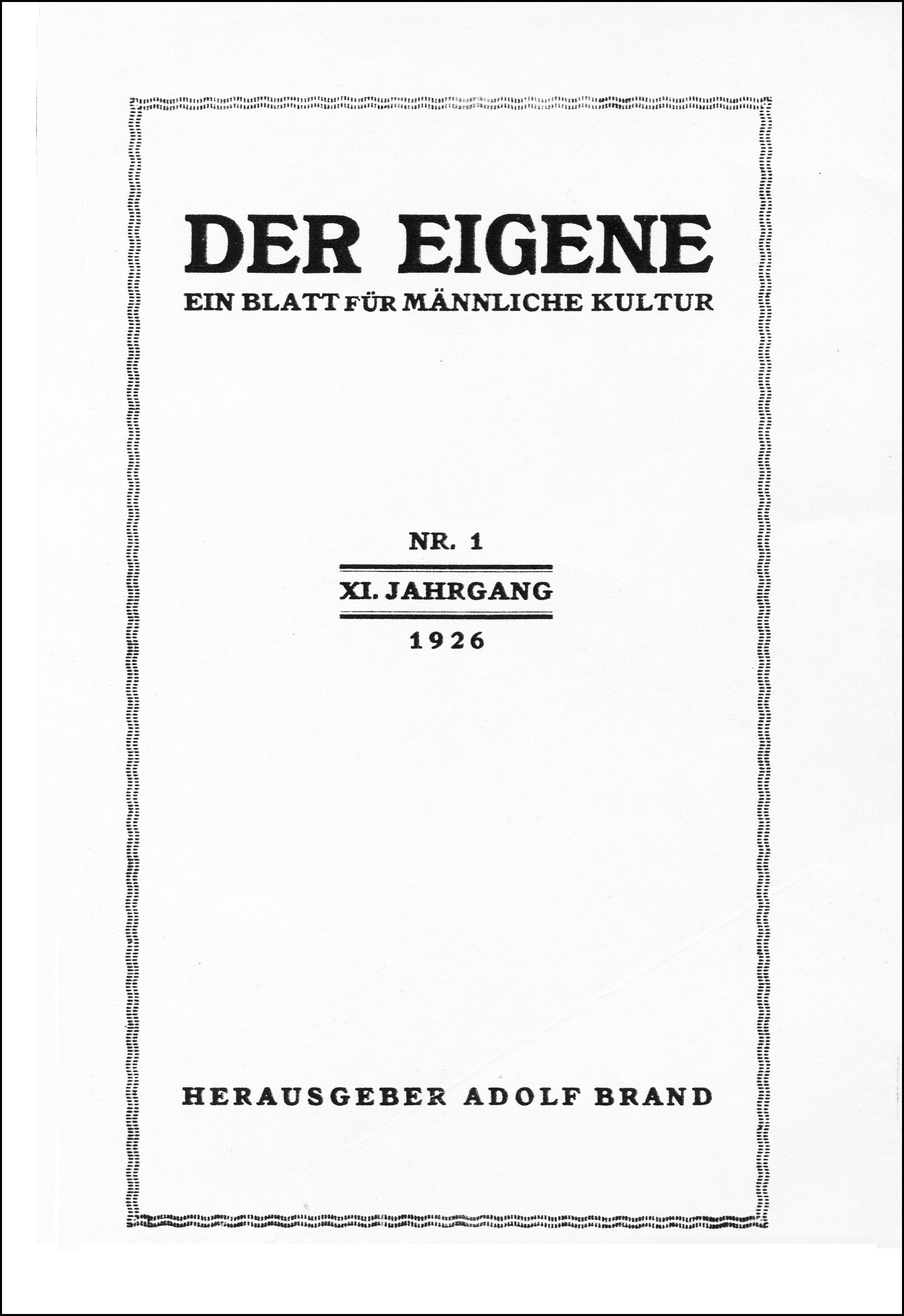
Der Eigene, voi. 11 (1926), nr. 1 - zece numere în acest format
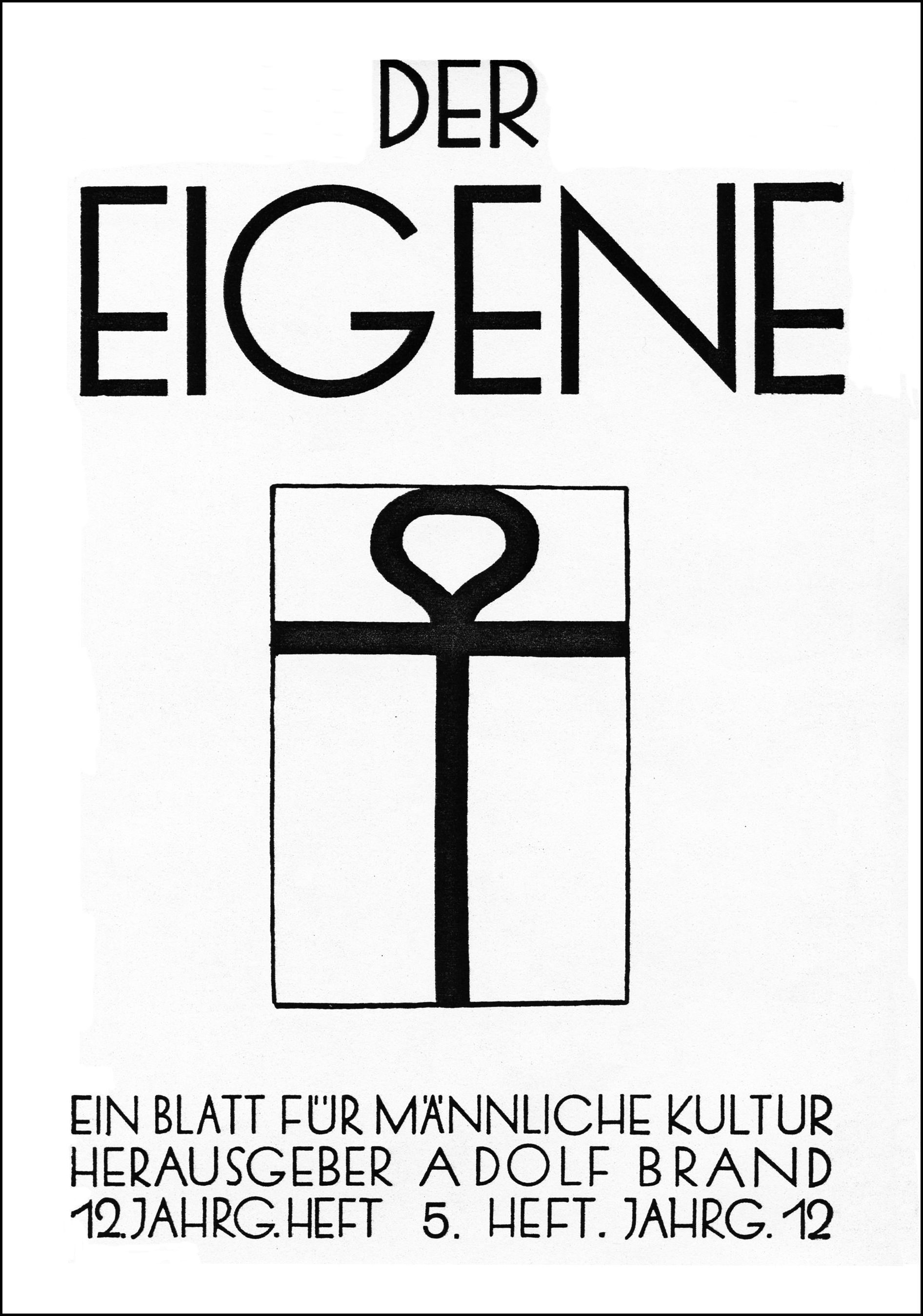
Der Eigene, voi. 12 (1929), nr. 5 - cinci numere în acest format
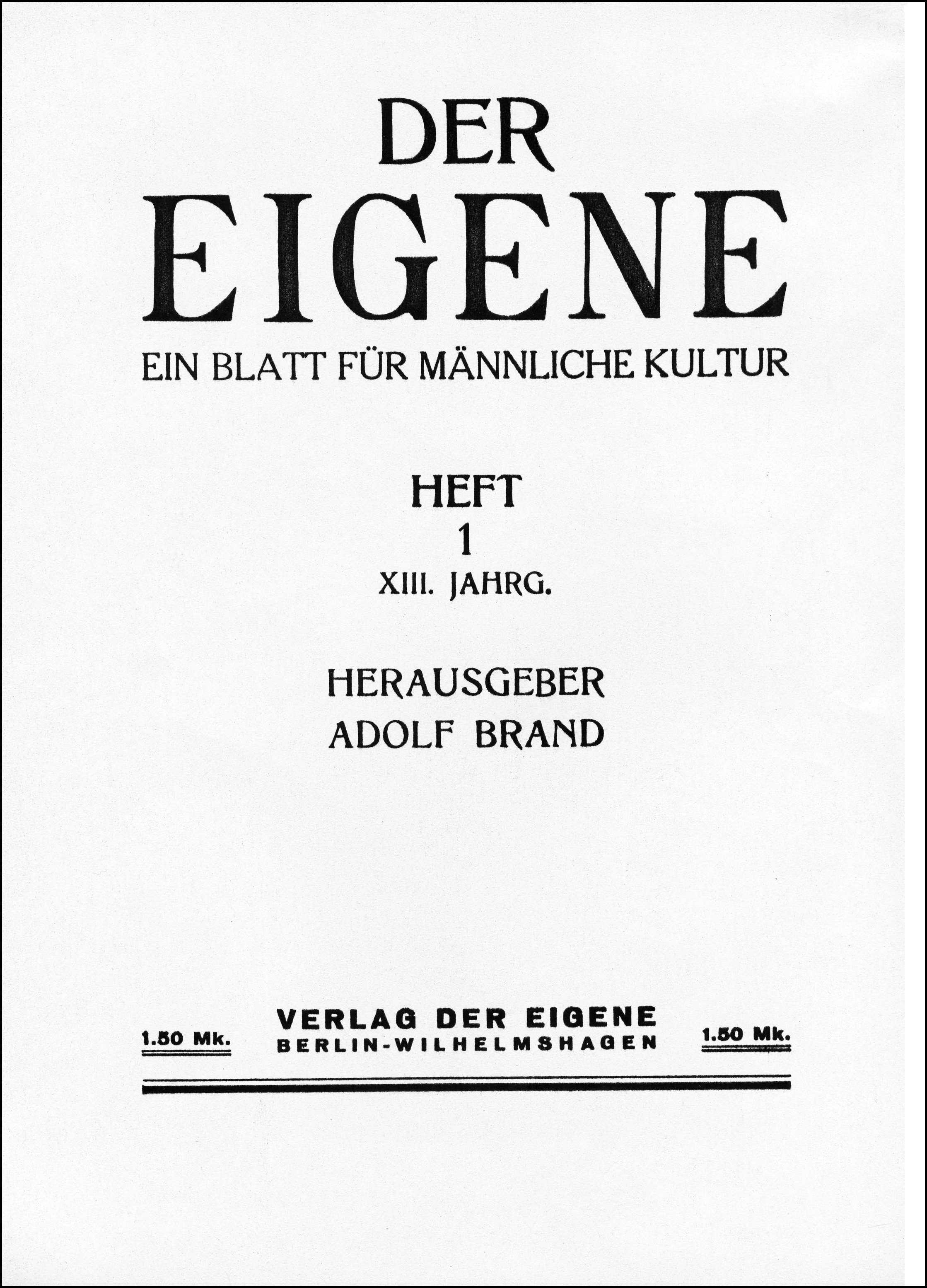
Der Eigene, voi. 13 (1930–32), nr. 1 - nouă numere în acest format
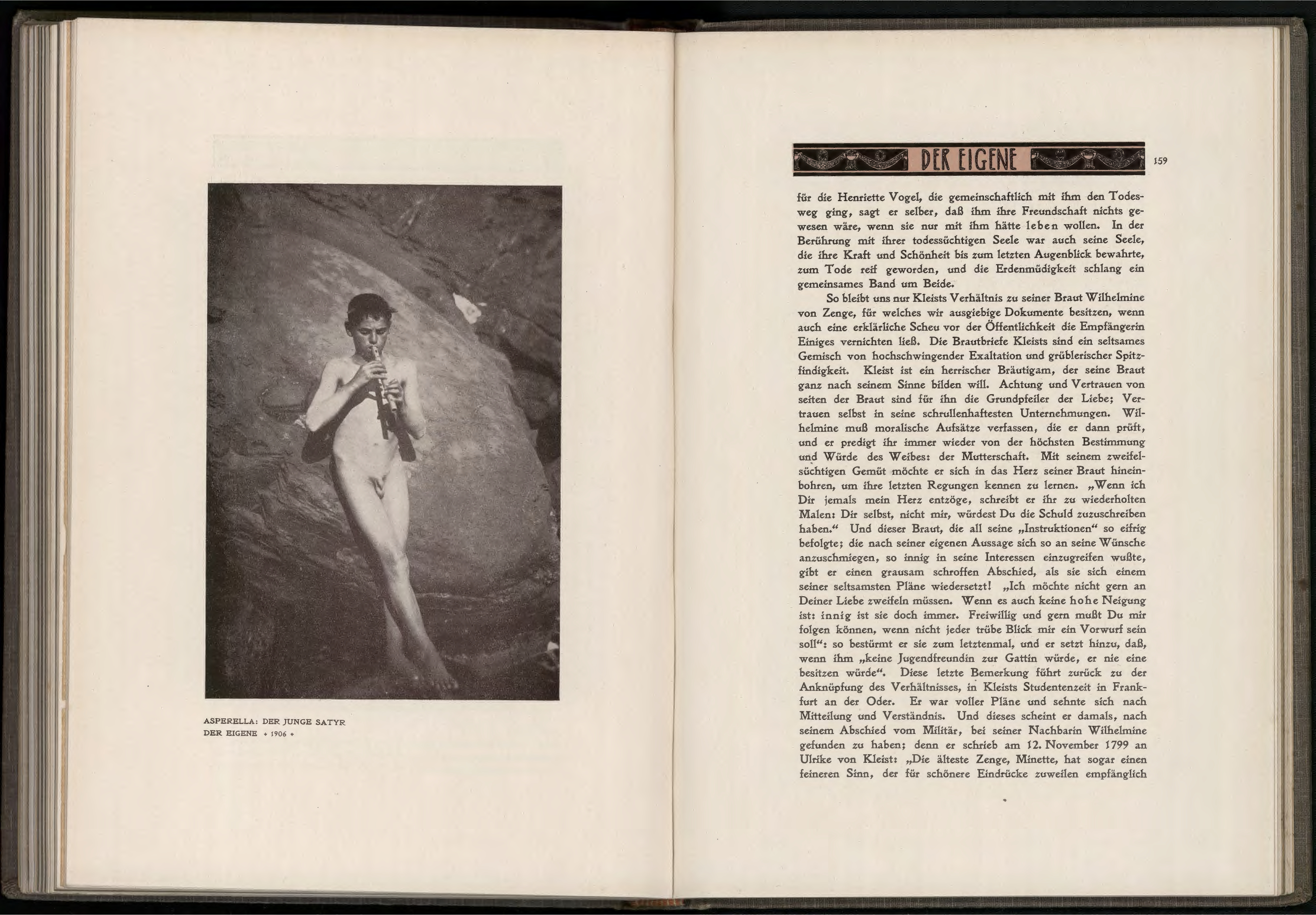
Pagina originală necenzurată 158 din Der Eigene 6 (1906)
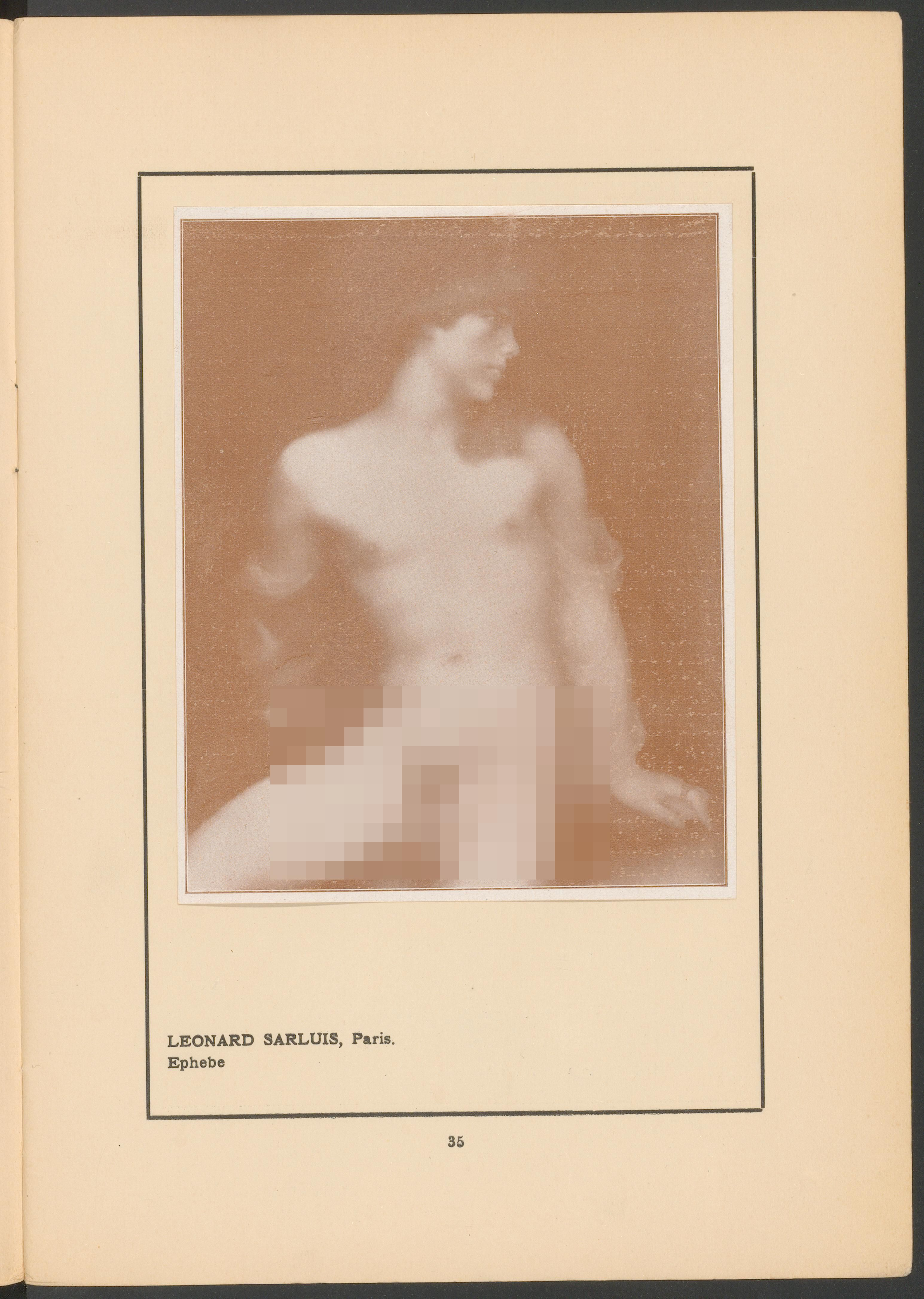
Exemplu de pagină cenzurată care conține un tablou de Léonard Sarluis, din scanarea revistei „Der Eigene” publicată pe site-ul Universității Humboldt din Berlin.